# 山の寺
山の寺（やまのてら）は、宮城県仙台市泉区の町丁。郵便番号は981-3103。住民基本台帳に基づく人口は3,951人、世帯数は1,957世帯（2025年4月1日現在）。現行行政地名は山の寺一丁目から山の寺三丁目であり、全域で住居表示が実施されている。旧泉市七北田字山の寺・市名坂字天神沢・字馬沢・字寺下・字新門前の各一部、泉市山の寺、仙台市山の寺。

## 地理

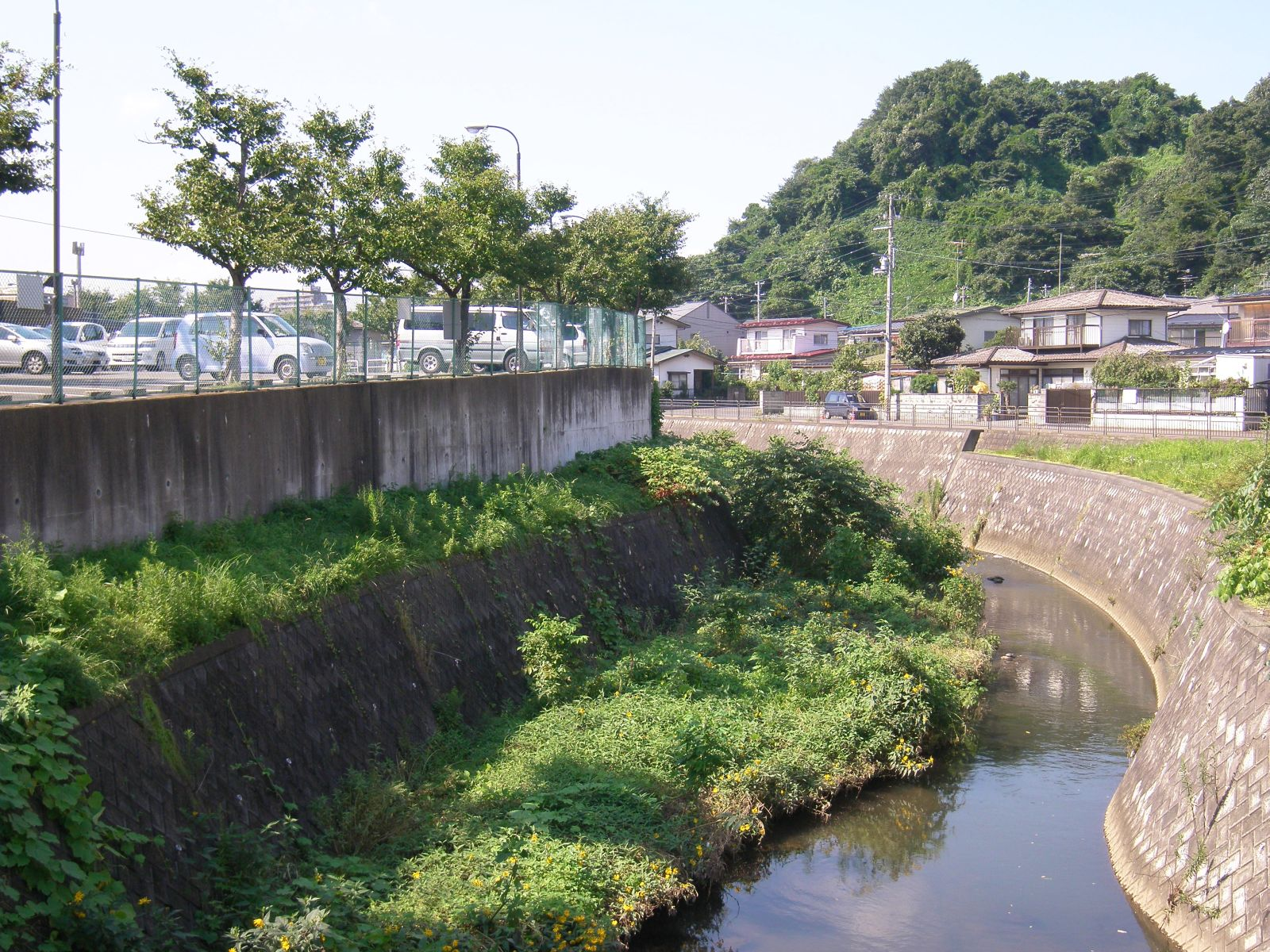
要害川（2008年9月12日）

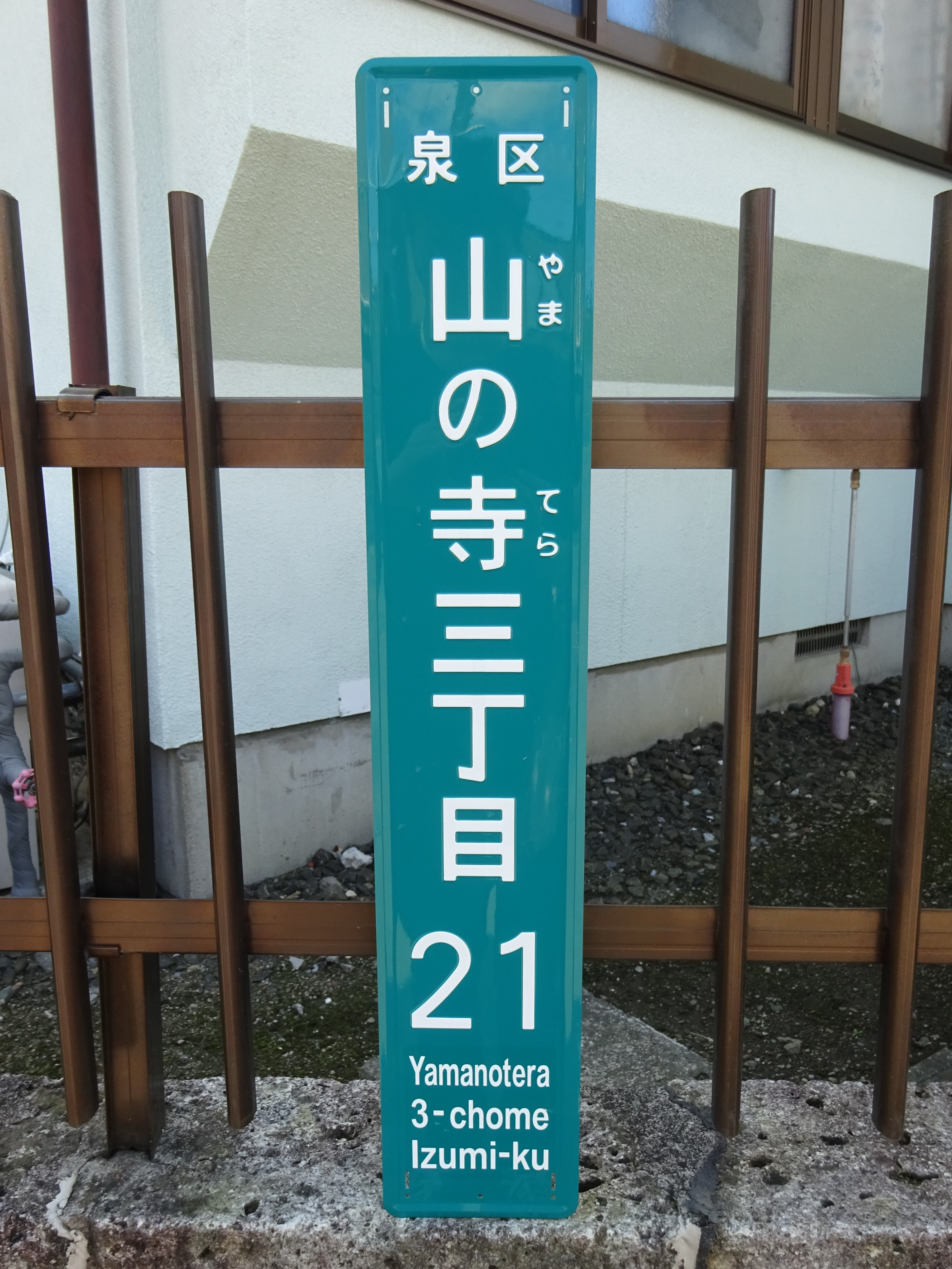
街区表示板（2022年5月2日）

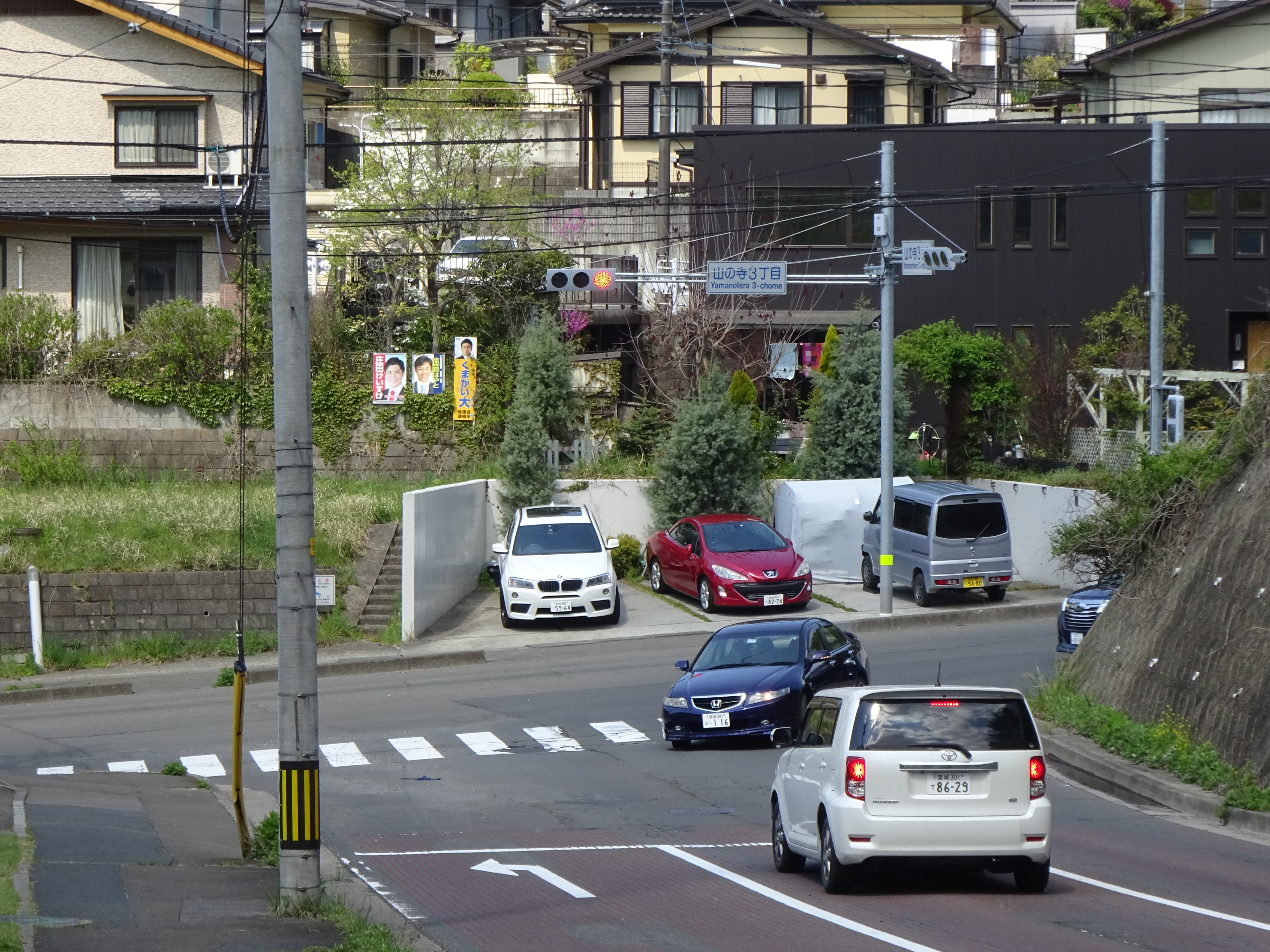
山の寺3丁目交差点（2022年5月2日）

宮城県仙台市泉区の東部、要害川左岸の河岸段丘に位置し、標高25メートルから80メートルの比高差のある谷部には「日本三山寺」の一つに数えられる洞雲寺が存在する。
都市計画法上の用途地域では第一種低層住居専用地域、第一種住居地域（宮城県道56号仙台三本木線の沿道）、準工業地域（国道4号仙台バイパスの沿道）に指定されている。
- 河川：要害川

### 地名の由来
平安時代初期に慈覚大師が円通寺（洞雲寺の前身）を中興した際、この寺を「山ノ寺」と名付け、一帯の地名が山ノ寺と称されるようになった。また、住居表示実施前も七北田の小字として字山の寺が存在していた。

## 歴史

### 奈良時代まで
現在の山の寺では、慶雲元年（704年）に藤原鎌足の長男である定恵が巡錫中に蓮葉山円通寺を開基したと伝えられており、俗に佐賀野寺と称していた。定恵による寺の創建にあたっては、以下のような伝承が存在する。
| 現在の山の寺付近には異人の夫婦が住んでおり、陸奥国を巡錫していた定恵はこの夫婦の家に宿泊した。夫婦のうち夫は大菅谷、妻は佐賀野という名前で、共に美しい風貌を持ち少しも老いず、常に数百年前のことを話していた。 この地は土地が肥え草木が茂り、九十九の峰が境を囲み、ここを発する清水が川となり流れ出ていたことから、その形はあたかも蓮華のようであった。定恵はこの土地に寺を建てたいと思い、夫婦にその旨を申し入れたが断られてしまった。そこで錫杖で地上に輪を書き、その範囲の土地を貸してくれと夫婦に申し入れたところ、夫婦は笑ってこれを許した。しかし、杖は伸びて周囲の山全てに及んでしまったため、仕方なく夫婦は土地を定恵に譲り、西方の根白石に移り住んだ。 定恵はその跡に蓮葉山円通寺を建て、別名を佐賀野寺、邑名を大菅谷保と称した。 |

上記に登場する大菅谷・佐賀野夫妻の伝承は根白石にも存在し、根白石から野村・古内・上谷刈にかけての地域一帯で称された萱野平という地名の由来としても伝えられている。また、根白石では夫妻が蝦夷とされている。
円通寺には坂上田村麻呂と阿久玉に関する伝承も残されている。これは利府本郷の阿久玉という女性と坂上苅田麻呂の間に生まれた田村麻呂が、宝亀年間に円通寺で学問を修めていた、若しくは育てられたという内容である。
当時の山の寺から根白石にかけての地域は大菅谷と呼ばれ、後に大菅谷保と称されるようになった。大菅谷が文献上に初めて登場したのは、奈良時代末期である宝亀11年12月庚子（781年1月9日）の征東使の奏言であり、以下の記述が続日本紀に記録されている。
蠢茲蝦虜。寔繁有徒。或巧言連誅。或窺隙肆毒。是以遣二千兵。経略鷲座。楯座。楯石沢。大菅屋。柳沢等五道。斬木塞径。除溝作険。以断逆賊首鼠之要害者。於是。—征東使奏言、『続日本紀』宝亀十一年十二月庚子
この記述は宝亀の乱直後、多賀城付近の山間部に拠点を置いていた蝦夷に反乱の兆候がみられたため、2,000人の兵士を従えて鷲座・楯座・石沢・大菅谷・柳沢の5道を討伐し、防御線を確保しようとしたものである。5道のうち鷲座は現在の根白石、楯座は大倉、大菅谷は七北田、柳沢は上谷刈と考えられており、旧七北田村域で歴史に現れた最初の地名とされている。

### 平安時代
弘仁に入ると、慈覚大師が円通寺を中興し毘盧遮那仏を安置、山ノ寺と名付けたものの、寺は間もなく荒廃した。寺の荒廃については以下のような伝承が残されている。
| 天長年間のこと、村の長者である勘新太の妻、普美子は佐賀野寺の僧だった竹阿に恋した。二人はともに愛し合ったものの、思い叶わず普美子は大蛇となり、村や寺を灰とした。竹阿も寺の池に入って大蛇と化し、雌雄ともに門前の川に潜んで旅人を害した。 |

奈良時代末期から平安時代初期にかけて起こった蝦夷の動乱が平定すると、宮城郡内でも郷が編成されるようになり、和名類聚抄には赤瀬・磐城・科上・丸子・大村・白川・宮城・余戸・多賀・柄屋の10郷が掲載された。このうち柄屋郷は延喜式の兵部省諸国駅伝馬条の駅家として記載されている「栖屋駅」と同一で、栖屋の誤記と考えられており、郷土史家の藤原相之助は『奥羽古史考証』において大菅谷を柄屋郷に比定した。また、藤原は古駅路の駅家だった大菅谷駅が現在の山の寺付近に存在し、これを延喜式の栖屋駅とした。一方で、邨岡良弼の『日本地理志料』では栖屋駅の場所を現在の利府町菅谷としており、日本歴史地名大系では利府町菅谷に比定するのが通説として解説されている。

### 中世・近世
暦応3年（1340年）には加賀国大乗寺の明峰素哲が、当時山の寺を治めていた国分盛胤の招請に応じ、竜門山洞雲寺として山ノ寺を再興させた。寺の再興については、天長年間に大蛇となったとされる竹阿と普美子に関連して以下の伝承が残されている。
| 二匹の大蛇は近づく農民を威嚇して困らせており、市名坂村の佐藤藤左衛門は大蛇を退治するため岩沼の竹駒神社に願掛けをしていた。あるとき、白髪の老人に扮した洞雲寺の狐が、岩沼を訪れていた明峰素哲と佐藤藤左衛門を引き合わせ、法力で大蛇を退治した。その後、明峰素哲は国分氏より譲り受けた池を干したところ、かつての寺跡が出現し、その場所に龍門山洞雲寺を建立した。 |

### 近代以降
行政区画としては陸奥国宮城郡国分七北田村および国分市名坂村の一部にあたり、明治4年7月14日（1871年8月19日）に廃藩置県によって仙台県の管轄に、明治5年1月8日（1872年2月16日）に宮城県へ改称された。同年4月9日（6月10日）には大区小区制の施行により七北田村は宮城県第2大区小7区、市名坂村は宮城県第2大区小8区となり、その後の1874年（明治7年）4月に両村が第2大区小3区、1876年（明治9年）11月に第2大区小14区にそれぞれ変更された。大区小区制は1878年（明治11年）10月21日に廃止され、1889年（明治22年）4月1日には新たに町村制が施行、全域が七北田村となった。
現在の山の寺付近には90町5反2畝20歩（約0.90平方キロメートル）の国有林が存在し、七北田村は薪材の払い下げを受けていた。この国有林はもともと洞雲寺の所有する土地であったため、1896年（明治29年）に洞雲寺は下戻の申請を行ったものの、不成立に終わっていた。1909年（明治42年）になるとこの国有林は不要在置林野として処分されることになり、所有権を巡って洞雲寺と七北田村が対立したが、最終的には七北田村が6,700円で払い下げを受けることに決定した。払い下げ金の財源は同山林の立木を3年間に渡って売却することで充当し、同時に大久保山と長者堀の2か所（約40町歩）に植林を行った。このとき植林した杉は、後に七北田中学校新築の際の財源として利用された。
1943年（昭和18年）4月20日、仙台鉄道の蒸気機関車から出た飛び火によって七北田村の村有林（元国有林）が山火事となり、延焼した洞雲寺は全焼する被害に遭った。これにより伽藍はすべて焼失したものの、洞雲寺の歴史が記された古碑（重興洞雲寺碑）のみが被害を逃れ現存しており、焼失した寺の跡地は「山の寺廃寺」として遺跡に登録されている。
1976年（昭和51年）5月1日、向陽台地区の住居表示実施に伴い、七北田および市名坂の一部をもって山の寺が誕生した。

### 年表
- 1976年（昭和51年）5月1日 - 向陽台地区の住居表示実施に伴い、七北田および市名坂の一部をもって山の寺一丁目・山の寺二丁目・山の寺三丁目が誕生する[2]。なお、告示は昭和51年自治省告示第101号として同年6月14日に行われた[3]。
- 1988年（昭和63年）3月1日 - 泉市が仙台市へ編入され、仙台市山の寺となる。
- 1989年（平成元年）4月1日 - 仙台市が政令指定都市に移行し、泉区が誕生。仙台市泉区山の寺となる。

### 町名の変遷
町名の変遷は以下の通りである。
| 変更後の区域 | 変更後の区域         | 変更前の区域（各一部） | 変更前の区域（各一部） | 変更前の区域（各一部） | 変更日                   |
| 自治体       | 町丁                 | 自治体                 | 大字                   | 小字                   | 変更日                   |
| ------------ | -------------------- | ---------------------- | ---------------------- | ---------------------- | ------------------------ |
| 泉市         | 山の寺一丁目（新設） | 泉市                   | 七北田                 | 字山の寺               | 1976年（昭和51年）5月1日 |
| 泉市         | 山の寺一丁目（新設） | 泉市                   | 市名坂                 | 字天神沢               | 1976年（昭和51年）5月1日 |
| 泉市         | 山の寺一丁目（新設） | 泉市                   | 市名坂                 | 字馬沢                 | 1976年（昭和51年）5月1日 |
| 泉市         | 山の寺一丁目（新設） | 泉市                   | 市名坂                 | 字寺下                 | 1976年（昭和51年）5月1日 |
| 泉市         | 山の寺二丁目（新設） | 泉市                   | 七北田                 | 字山の寺               | 1976年（昭和51年）5月1日 |
| 泉市         | 山の寺二丁目（新設） | 泉市                   | 市名坂                 | 字新門前               | 1976年（昭和51年）5月1日 |
| 泉市         | 山の寺三丁目（新設） | 泉市                   | 七北田                 | 字山の寺               | 1976年（昭和51年）5月1日 |
| 泉市         | 山の寺三丁目（新設） | 泉市                   | 市名坂                 | 字天神沢               | 1976年（昭和51年）5月1日 |

## 世帯数と人口
2025年（令和7年）4月1日現在の世帯数と人口は以下の通りである。
| 町丁         | 世帯      | 人口    |
| ------------ | --------- | ------- |
| 山の寺一丁目 | 639世帯   | 1,246人 |
| 山の寺二丁目 | 821世帯   | 1,677人 |
| 山の寺三丁目 | 497世帯   | 1,028人 |
| 計           | 1,957世帯 | 3,951人 |

## 小・中学校の学区
小・中学校の学区は以下の通りとなる。
| 町丁         | 街区符号・住居番号 | 小学校       | 中学校       |
| ------------ | ------------------ | ------------ | ------------ |
| 山の寺一丁目 | 全域               | 向陽台小学校 | 向陽台中学校 |
| 山の寺二丁目 | 1から4             | 将監小学校   | 将監東中学校 |
| 山の寺二丁目 | 5から町名の終わり  | 向陽台小学校 | 向陽台中学校 |
| 山の寺三丁目 | 全域               | 向陽台小学校 | 向陽台中学校 |

## 施設

### 寺社
- 洞雲寺（山の寺二丁目）[10]

### 公園
- 山の寺一丁目南公園（山の寺一丁目16-21）[38]
- 山の寺一丁目東公園（山の寺一丁目45-455）[38]
- 山の寺一丁目緑地（山の寺一丁目45-456外）[38]
- 山の寺一丁目公園（山の寺一丁目45-457）[38]
- 馬沢公園（山の寺一丁目48-7）[39]
- 山の寺二丁目公園（山の寺二丁目29-10）[38]
- 山の寺二丁目東公園（山の寺二丁目29-772外）[38]
- 山の寺三丁目緑地（山の寺三丁目45-475外）[38]
- 山の寺三丁目公園（山の寺三丁目45-476）[38]
- 山の寺三丁目北公園（山の寺三丁目45-487）[38]

### 企業・店舗
- 𠮷野家 4号線仙台山の寺店（山の寺一丁目1-3）[40]
- セブン-イレブン 仙台山の寺1丁目店（山の寺一丁目1-10）[41]
- ローソン 仙台山の寺一丁目店（山の寺一丁目39-31）[42]

## 交通

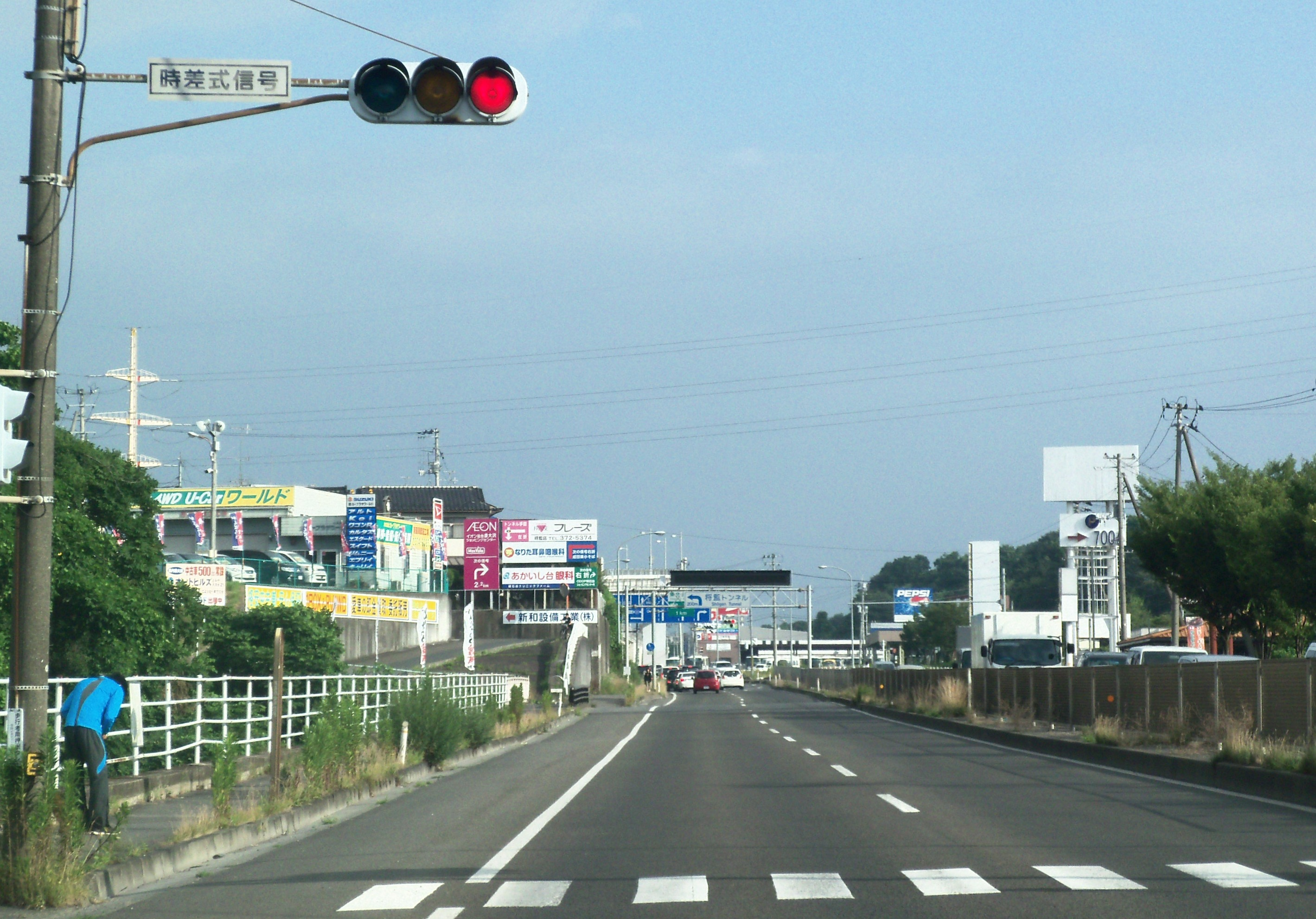
仙台バイパス（2011年7月20日）

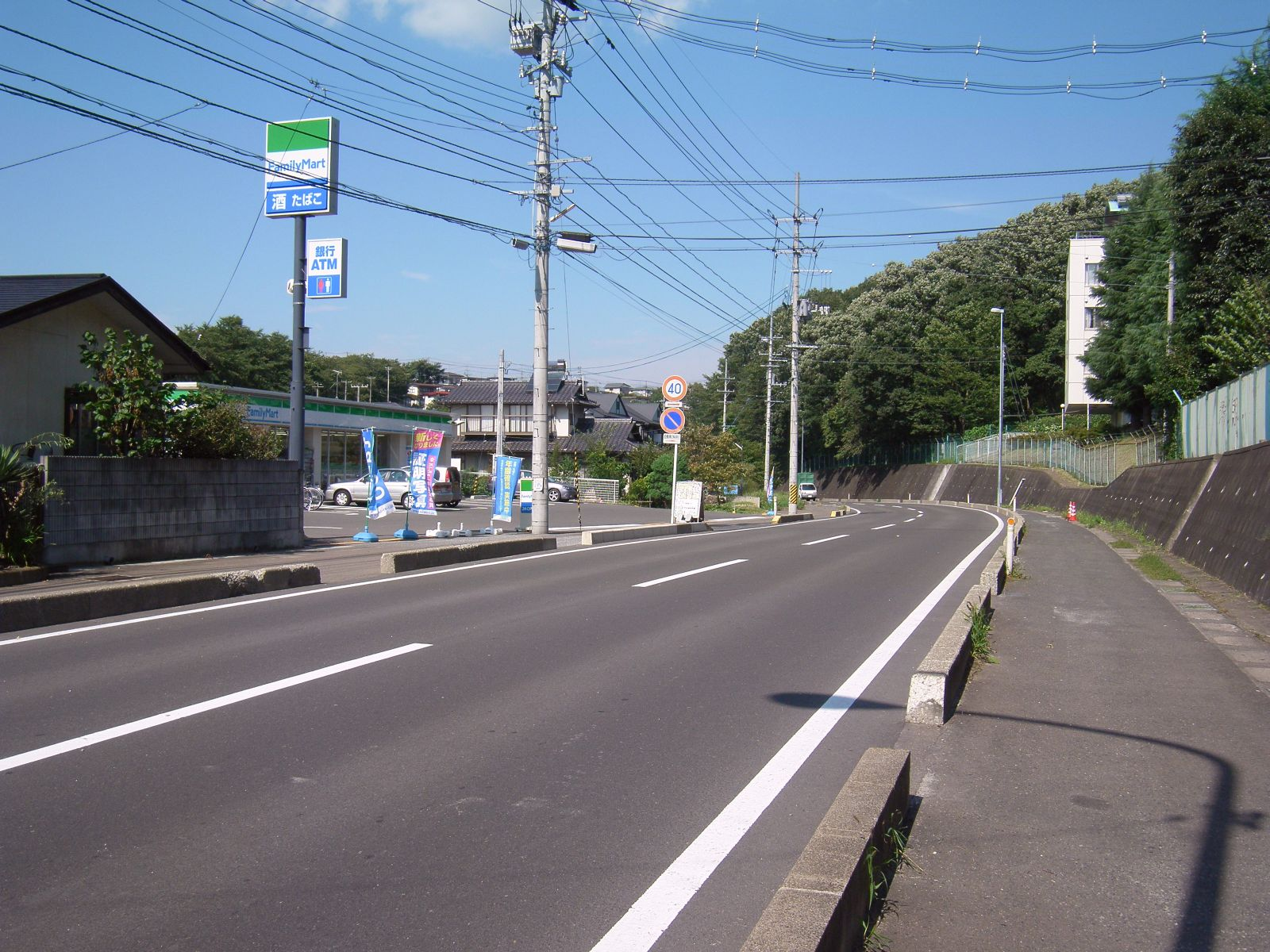
宮城県道56号仙台三本木線（2008年9月12日）

### 鉄道
鉄道駅はない。最寄り駅は■仙台市地下鉄南北線の泉中央駅。かつては仙台鉄道山ノ寺駅が存在していた。

### バス
2025年（令和7年）4月1日改正時点のバス停留所は以下の通り。
- 宮城交通
  - 山の寺洞雲寺前（27/45/46系統）
  - 山の寺一丁目南（26/29/31系統）
  - 山の寺一丁目南 - 山の寺一丁目公園前 - 山の寺一丁目北 - 山の寺三丁目南 - 山の寺三丁目北（26/28系統）

### 道路

#### 一般国道
- 国道4号（仙台バイパス）[45]

#### 一般県道
- 宮城県道56号仙台三本木線[46]